# Nordkjosbotn
Nordkjosbotn er en lille by ved Lyngenfjorden i Nord-Norge. Byen ligger i Balsfjord kommune i Troms og Finnmark fylke. Byen havde 400 indbyggere i 2011. 
Nordkjosbotn kaldes undertiden for Nordnorges største vejkryds. Det er her, at Europavej E6 (mellem Kirkenes i Norge og Trelleborg i Sverige) møder Europavej E8 (mellem Tromsø i Norge og Åbo i Finland).
69°12′54″N 19°33′59″Ø / 69.215°N 19.56639°Ø